# Cor van Oel
Cornelis van Oel (Delft, 25 september 1899 - Kockengen, 5 maart 1979) was een Nederlandse kunstschilder.

## Inleiding
Cornelis van Oel was graficus en kunstschilder. Hij schilderde in naturalistisch-romantische trant stadsgezichten, landschappen, riviergezichten en dorpsgezichten. Hij hield er ook van om boten te bouwen.

## Verblijf
Aanvankelijk verbleef hij in Delft. Van 1920 tot 1923 verbleef hij in Den Haag waarna hij de volgende 2 jaar in Italië verbleef. Van 1928 tot 1965 zwierf hij met zijn zelfgebouwde boot “De Sonnevaert” door Nederland. Daarna verbleef hij tot aan zijn dood in Kockengen.

## Opleiding
Van Oel bezocht eerst de Ambachtsschool in Delft en daarna de MTS waar hij Bouwkunde studeerde. Van 1916 tot 1918 kreeg hij schilderles van B.A. Bongers. In 1920 ging hij naar Den Haag om daar aan de Koninklijke Academie van Beeldende Kunsten te gaan studeren. 

## Collectie
Een aantal van zijn werken zijn opgenomen in de collectie van het Rijksmuseum in Amsterdam.